# Kwadratische vorm
In de wiskunde verstaat men onder een kwadratische vorm onder meer een homogene veelterm van graad 2, zoals {\displaystyle x^{2}+7xy-2y^{2}}.

## Definitie en relatie met symmetrische bilineaire vorm
Een kwadratische vorm is een afbeelding {\displaystyle Q:V\to K} van een vectorruimte {\displaystyle V} naar haar scalairenlichaam {\displaystyle K} met de eigenschap dat er een symmetrische bilineaire vorm {\displaystyle B} op {\displaystyle V} bestaat, zodanig dat voor alle {\displaystyle v\in V}:
{\displaystyle \mathbb {Q} (v)=B(v,v)}
Voor zo'n {\displaystyle B} geldt:
{\displaystyle Q(v+w)=B(v+w,v+w)=B(v,v)+B(v,w)+B(w,v)+B(w,w)=}
{\displaystyle =2B(v,w)+Q(v)+Q(w)}
Als de karakteristiek van {\displaystyle K} verschilt van 2, is deze bilineaire vorm uniek, en heet deze de met {\displaystyle Q} geassocieerde bilineaire vorm. De samenhang tussen beide wordt dan weergegeven door:
{\displaystyle B(v,w)={\tfrac {1}{2}}(Q(v+w)-Q(v)-Q(w))}
De kwadratische vorm {\displaystyle Q} is een homogene afbeelding van de tweede graad, d.w.z dat voor alle {\displaystyle v\in V} en {\displaystyle \lambda \in K}:
{\displaystyle Q(\lambda v)=\lambda ^{2}Q(v)}
Als van de vectorruimte een basis {\displaystyle W} is gegeven, dan wordt een kwadratische vorm gegeven door een symmetrische functie {\displaystyle S:W\times W\to K} die de symmetrische bilineaire vorm bepaalt.

## Klassieke definitie
De klassieke analytische meetkunde bestudeert onder meer kegelsneden en kwadrieken, dit zijn nulpuntenverzamelingen van inhomogene kwadratische vormen op {\displaystyle \mathbb {R} ^{2}} resp. {\displaystyle \mathbb {R} ^{3}}. De algemene vergelijking van een vlakke kegelsnede luidt:
{\displaystyle f(x,y)=ax^{2}+bxy+cy^{2}+dx+ey+f=0}
De functie {\displaystyle f} is géén kwadratische vorm in de hogergenoemde zin, tenzij {\displaystyle d=e=f=0}. Het verband tussen kegelsneden en abstracte kwadratische vormen vereist een overgang van {\displaystyle \mathbb {R} ^{2}} naar het projectieve vlak {\displaystyle \mathbb {R} \mathbb {P} ^{2}}. Hierin wordt elk punt weergegeven door een drietal homogene coördinaten {\displaystyle (x,y,z)\neq (0,0,0)} waarbij twee drietallen hetzelfde punt voorstellen als ze een reëel veelvoud van elkaar zijn. Bovenstaande vergelijking wordt dan herschreven als
{\displaystyle {\tilde {f}}(x,y,z)=ax^{2}+bxy+cy^{2}+dxz+eyz+fz^{2}=0}
Dit is wel een kwadratische vorm op {\displaystyle \mathbb {R} ^{3}}. Wegens de homogeniteit bestaat de nulpuntsverzameling uit vectorrechten (eendimensionale deelruimten van {\displaystyle \mathbb {R} ^{3}}), dus de vergelijking bepaalt ondubbelzinnig een deelverzameling van {\displaystyle \mathbb {R} \mathbb {P} ^{2}}.

## Matrix van een bilineaire vorm
Als {\displaystyle V} een eindigdimensionale vectorruimte is en {\displaystyle \{e_{1},\ldots ,e_{n}\}} is een basis voor {\displaystyle V}, worden een symmetrische bilineaire vorm {\displaystyle B(v,w)} en zijn bijhorende kwadratische vorm {\displaystyle Q(v)=B(v,v)} volledig bepaald door de {\displaystyle n(n+1)/2} getallen
{\displaystyle B(e_{i},e_{j})=B(e_{j},e_{i}),\quad 1\leq i\leq j\leq n}
Deze getallen worden gewoonlijk genoteerd in een symmetrische matrix met afmeting {\displaystyle n\times n}. Omgekeerd correspondeert met elke symmetrische {\displaystyle n\times n}-matrix een symmetrische bilineaire vorm.
Als de karakteristiek van {\displaystyle K} verschilt van 2, is er een eeneenduidige relatie tussen deze matrices en de kwadratische vormen.

### Voorbeeld
De matrix van de hogergenoemde kwadratische vorm van een kegelsnede ten opzichte van de canonieke basis {\displaystyle \{(1,0,0),(0,1,0),(0,0,1)\}} is
{\displaystyle {\begin{bmatrix}a&b/2&d/2\\b/2&c&e/2\\d/2&e/2&f\end{bmatrix}}}

### Basisovergangen; reguliere vormen
De matrix van een kwadratische vorm is afhankelijk van de gekozen basis. Zij {\displaystyle A} de matrix met betrekking tot de ene basis, {\displaystyle {\tilde {A}}} de matrix met betrekking tot andere basis en {\displaystyle C} de matrix die de coördinatentransformatie definieert (de kolommen van {\displaystyle C} zijn de coördinaten van de nieuwe basisvectoren ten opzichte van de oude basis). Dan geldt
{\displaystyle {\tilde {A}}=C^{t}AC}
Men kan aantonen dat er een basis van {\displaystyle V} bestaat waarin de matrix diagonaal is (de elementen {\displaystyle a_{ij}} met {\displaystyle i\neq j} zijn allemaal 0). De diagonaal-elementen zijn de eigenwaarden van {\displaystyle A}.
Een kwadratische vorm heet regulier als zijn matrix regulier is, dat wil zeggen dat zijn determinant verschilt van 0. Uit bovenstaande formule blijkt dat deze eigenschap onafhankelijk is van de gekozen basis, want de coördinatentransformatie {\displaystyle C} is vanzelf regulier.

## Kwadratische ruimte
Een kwadratische ruimte is een eindigdimensionale vectorruimte {\displaystyle V} over een lichaam/veld {\displaystyle K}, waarop een kwadratische vorm {\displaystyle Q} gedefinieerd is. Er geldt dus dat voor alle {\displaystyle v\in V} en {\displaystyle \lambda \in K}:
{\displaystyle Q(\lambda v)=\lambda ^{2}Q(v)}
en als de karakteristiek van {\displaystyle K} ongelijk is aan 2, is de bilinaire afbeelding {\displaystyle B\colon V\times V\to K} gedefinieerd door
{\displaystyle B(v,w)={\tfrac {1}{2}}(Q(v+w)-Q(v)-Q(w))}

## Positief definiete kwadratische vormen
Als {\displaystyle V} een reële vectorruimte is, dan is een kwadratische vorm dan en slechts dan positief definiet als {\displaystyle Q(V)>0} is voor alle {\displaystyle v\in V\setminus \{0\}}. Equivalent geldt dat de bijbehorende bilineaire vorm positief definiet is, en ook dat de eigenwaarden strikt positief zijn.

### Euclidische ruimte
In de {\displaystyle n}-dimensionale reële coördinatenruimte is een positief definiete kwadratische vorm van de vorm {\displaystyle x^{T}Ax}, met {\displaystyle A} een positief-definiete matrix.

### Voorbeeld
Een kegelsnede gegeven door de vergelijking
{\displaystyle f(x,y)=ax^{2}+bxy+cy^{2}+dx+ey+f=0}
is leeg (de vergelijking heeft geen oplossingen) als haar kwadratische vorm of zijn tegengestelde positief definiet is.

## Voorbeeld met lichaam met karakteristiek 2
Laat {\displaystyle K=\{0,1\}} het lichaam met karakteristiek 2 zijn. Hiervoor geldt niet dat bij een kwadratische vorm {\displaystyle Q} eenduidig een symmetrische bilineaire vorm {\displaystyle B} hoort. Laat namelijk de vectorruimte {\displaystyle V=K^{2}=\{(0,0),(0,1),(1,0),(1,1)\}} zijn, dan zijn er vier kwadratische vormen en acht symmetrische bilineaire vormen, waaronder {\displaystyle B_{1}(v,w)=0} en {\displaystyle B_{2}(v,w)=v_{1}w_{2}+v_{2}w_{1}}, beide geassocieerd met {\displaystyle Q(v)=0}. De afbeelding {\displaystyle Q(v)=v_{1}v_{2}} is volgens bovenstaande definitie geen kwadratische vorm. Soms wordt in het eindigdimensionale geval een kwadratische vorm als veelterm gedefinieerd, waarbij {\displaystyle Q(v)=v_{1}v_{2}} wel beschouwd wordt als kwadratische vorm.
Naast de vier kwadratische vormen, die homogene functies van de tweede graad zijn, zijn er nog vier homogene functies van de tweede graad.